# Fort Kent

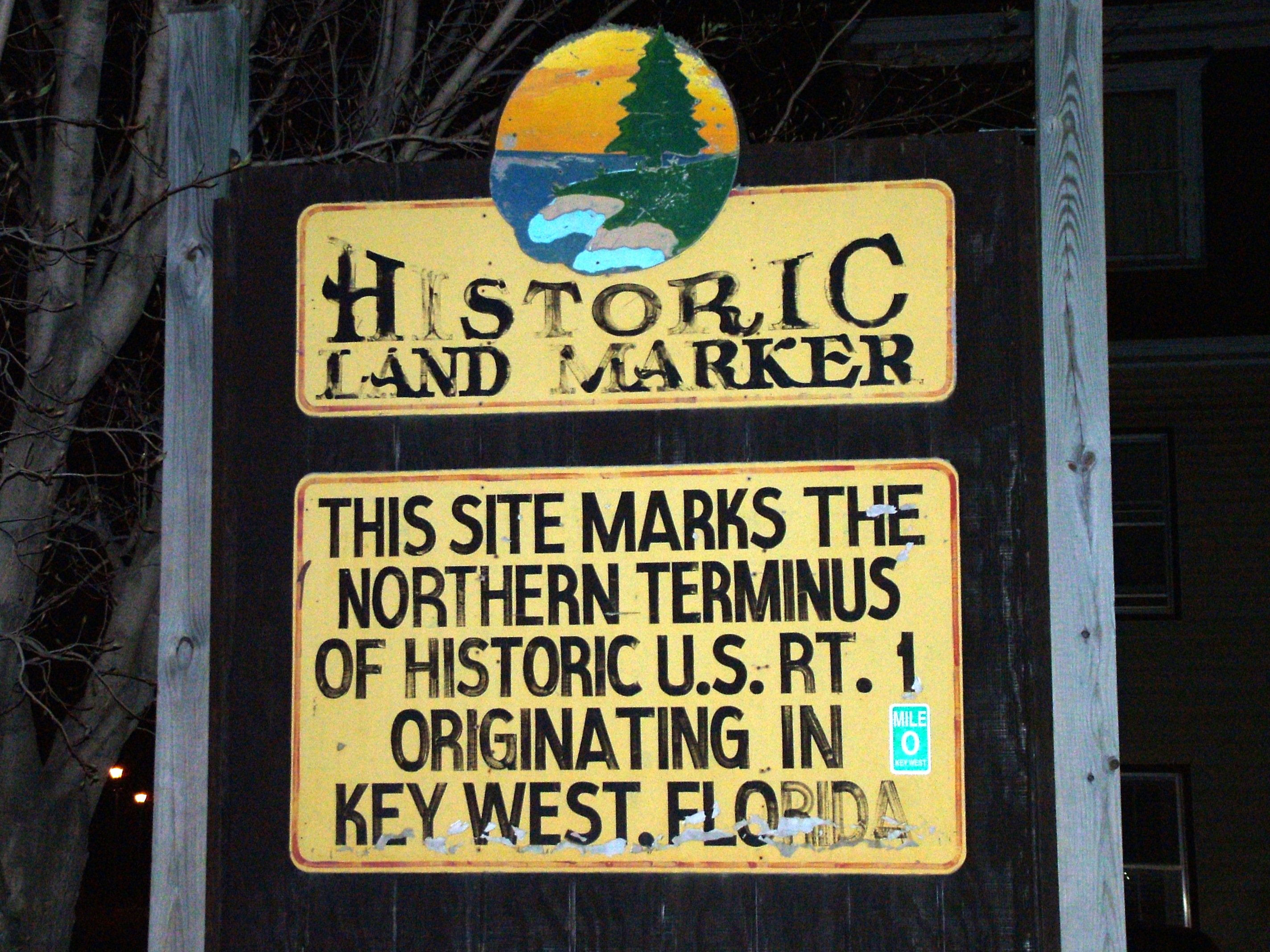
Monument znajdujący się przy północnym krańcu U.S. Route 1

Fort Kent – miasto w hrabstwie Aroostook, w stanie Maine w Stanach Zjednoczonych. W 2012 roku było zamieszkane przez 4065 osób. W gminie znajduje się Fort Kent Blockhouse, schron zbudowany podczas wojny o Aroostook, który został wyznaczony jako historyczny obszar chroniony. Najważniejsze gałęzie przemysłu to rolnictwo (uprawa ziemniaków i leśnictwo) oraz tekstylia. Rozgrywają się tu wyścigi psich zaprzęgów CAN-AM. Miejscowość jest siedzibą University of Maine at Fort Kent. Znajduje się tu północny kraniec magistrali drogowej U.S. Route 1 i szlaku kajakarskiego Northern Forest Canoe Trail. Oprócz tego gmina jest treningową siedzibą biathlonistów amerykańskich.
8 lipca 2011 roku Fort Kent podpisało umowę z Fish River Aeroclub, które będzie odpowiadało za naprawę, konserwację i obsługę lokalnego lotniska komunalnego, które zostało zamknięte w latach 80. XX w.
Dla 62% mieszkańców miasta Fort Kent językiem ojczystym jest francuski. Wariant języka francuskiego używany w Fort Kent i na większości obszaru doliny rzeki św. Jana wykazuje wiele podobieństw do francuskiego używanego w Quebecu i Nowym Brunszwiku. Nazywany jest on français brayon i używa się go również w hrabstwach Madawaska i Victoria kanadyjskiej prowincji Nowy Brunszwik. Wiele mieszkańców ma również podwójne (amerykańsko-kanadyjskie) obywatelstwo.

## Historia
Fort Kent został założony latem 1839 roku jako przygraniczny posterunek amerykański, kiedy rozgrywała się wojna o Aroostook. Fort Kent Blockhouse, pierwsza struktura zbudowana na terenie dzisiejszej gminy Fort Kent, została nazwana na cześć ówczesnego gubernatora stanu Maine, Edwarda Kenta. Przed wybudowaniem linii kolejowych Bangor Railroad i Aroostook Railroad rzeka Saint John była głównym miejscem transportu surowców między znajdującymi się tu tartakami a papierniami.

### Powódź w 2008 roku
29 kwietnia 2008 doszło do wylania rzeki Saint John, której poziom podniósł się po roztopieniu ok. 510 cm śniegu, który spadł zimą na przełomie lat 2007-2008. W ciągu dwóch dni doszło do silnych opadów deszczu, które również przyczyniły się do powstania powodzi. Po podniesieniu się poziomu rzeki woda dostała się do centrum Fort Kent. Ewakuowano ponad 600 z 4233 mieszkańców gminy. Poziom wody na rzece rzeki wzrósł do prawie 9,4 m, który był 1,8 m powyżej stanu powodziowego.
Gubernator John Baldacci po przylocie z Augusty do Fort Kent ogłosił stan wyjątkowy na terenie regionu. Największe szkody wyrządziła rzeka Fish River, która zalała kościół St. Louis Catholic Church oraz pobliski budynek mieszkalny.

## Relacje z Kanadą Francuskojęzyczną
Fort Kent ekonomicznie i kulturowo jest związana z kanadyjskimi miastami Clair i Saint-François-de-Madawaska znajdującymi się w hrabstwie Madawaska w stanie Nowy Brunszwik, które są położone po drugiej stronie rzeki Saint John. Większość dzieci mieszkających w tych miastach uczęszcza do szkół francuskojęzycznych, podczas gdy dzieci zamieszkujące Fort Kent uczą się głównie w języku angielskim.

## Demografia

### Dane statystyczne z 2010 roku
Według danych statystycznych zebranych przez United States Census Bureau, populacja Fort Kent w 2010 roku liczyła 4097 osób. Znajdowało się tu 1747 gospodarstw domowych zamieszkanych przez 1062 rodziny. Gęstość zaludnienia wynosiła 292 os./km². W Fort Kent znajdowało się 1922 jednostki mieszkalne – na km² przypadało 13,7 jednostek mieszkalnych. Kompozycja rasowa mieszkańców przedstawiała się następująco: 94,9% stanowili przedstawiciele rasy białej, 0,8% było Afroamerykanami, 0,8% miało pochodzenie indiańskie, 0,7% miało korzenie azjatyckie, 0,1% reprezentowało inne rasy, zaś 2,7% było przedstawicielami co najmniej dwóch ras. Hiszpanami i Latynosami było 0,7% mieszkańców.
Mieszkańcy będący w wieku poniżej 18 lat stanowili 25,8% mieszkańców, 49,5% mieszkańców żyło w związku małżeńskim, 8,0% mieszkańców stanowiły kobiety nieposiadające męża, 36,2% sklasyfikowano jako osoby samotne lub niebędące rodziną. Spośród wszystkich gospodarstw domowych, 31,4% było zamieszkanych przez jedną osobę, natomiast 13,6% było zamieszkanych przez osoby żyjące samotnie w wieku 65 lat lub starsze. Średnia wielkość gospodarstwa domowego wynosiła 2,23 osób, natomiast średnia wielkość rodziny wynosiła 2,83 osób.
Według kryterium wiekowego, populacja Fort Kent w 2010 roku liczyła 19,9% osób w wieku poniżej 18 lat, 12,3% osób w przedziale 18-24 lat, 20,7% osób w wieku 25-44 lat, 29,5% mieszkańców w przedziale 45-64 lat oraz 17,6% osób, które ukończyły co najmniej 65 lat. 48,0% mieszkańców Fort Kent stanowili mężczyźni, natomiast 52,0% stanowiły kobiety.

### Dane statystyczne z 2000 roku
Według danych statystycznych zebranych przez United States Census Bureau, populacja Fort Kent w 2000 roku liczyła 4233 osoby. Znajdowało się tu 1735 gospodarstw domowych zamieszkanych przez 1106 rodzin. Gęstość zaludnienia wynosiła 302 os./km². W Fort Kent znajdowały się 1824 jednostki mieszkalne – na km² przypadało 13 jednostek mieszkalnych. Kompozycja rasowa mieszkańców przedstawiała się następująco: 96,95% stanowili przedstawiciele rasy białej, 0,38% było Afroamerykanami, 0,76% miało pochodzenie indiańskie, 0,87% miało korzenie azjatyckie, 0,28% reprezentowało inne rasy, zaś 0,76% było przedstawicielami co najmniej dwóch ras. Hiszpanami i Latynosami było 0,5% mieszkańców.
Mieszkańcy będący w wieku poniżej 18 lat stanowili 28,2% mieszkańców, 54,0% mieszkańców żyło w związku małżeńskim, 6,7% mieszkańców stanowiły kobiety nieposiadające męża, 36,2% sklasyfikowano jako osoby samotne lub niebędące rodziną. Spośród wszystkich gospodarstw domowych, 29,3% było zamieszkanych przez jedną osobę, natomiast 13,0% było zamieszkanych przez osoby żyjące samotnie w wieku 65 lat lub starsze. Średnia wielkość gospodarstwa domowego wynosiła 2,34 osób, natomiast średnia wielkość rodziny wynosiła 2,90 osób.
Według kryterium wiekowego, populacja Fort Kent w 2000 roku liczyła 22,3% osób w wieku poniżej 18 lat, 11,3% osób w przedziale 18-24 lat, 26,9% osób w wieku 25-44 lat, 24,0% mieszkańców w przedziale 45-64 lat oraz 15,5% osób, które ukończyły co najmniej 65 lat. Na każde 100 kobiet przypadało 96,3 mężczyzn. Na każde 100 kobiet w wieku co najmniej 18 lat przypadało 91,7 mężczyzn.
W 2000 roku średni przychód na gospodarstwo wynosił 29547$, natomiast średni przychód na rodzinę wynosił 41616$. Średni przychód na mężczyznę wynosił 35325$, natomiast na kobietę 19146$. Dochód na jednego mieszkańca w Fort Kent wynosił 16403$. Około 9,5% rodzin i 14,5% ludności żyło poniżej granicy ubóstwa – 13,7% to osoby poniżej 18 roku życia, natomiast 18,2% to osoby powyżej 65 roku życia.

## Edukacja
Fort Kent należy do Dystryktu nr 27 Administracji Szkolnej Stanu Maine (ang. Maine School Administrative District 27). W Fort Kent znajdują się trzy szkoły: Fort Kent Elementary School, Valley Rivers Middle School i Fort Kent Community High School. Znajduje się tu uniwersytet University of Maine at Fort Kent.

## Znane postacie związane z Fort Kent
- Mike Daisey – powieściopisarz[7]

## Transport
- U.S. Route 1
- Maine State Route 11
- Maine State Route 161